# Windkracht 10
Ne doit pas être confondu avec Windkracht 10 - Koksijde Rescue.
Windkracht 10 est une série télévisée belge en langue néerlandaise en 23 épisodes d'environ 50 minutes créée par Pierre De Clercq et diffusée entre le 22 avril 1997 et le 23 juin 1998 sur la VRT.
Également diffusée en version francophone par la RTBF sous le titre de Sauvetage en mer du Nord.

## Synopsis
La série raconte la vie des pilotes, plongeurs, médecins, mécaniciens et autres personnels de la 40e escadrille de la base aérienne de Coxyde (province de Flandre-Occidentale, Belgique) spécialisée dans le sauvetage en mer à l'aide de leurs hélicoptères Sea King Mk-48.
Cette base et cette unité existent réellement et bon nombre de scènes furent tournées là-bas et à bords des réels hélicoptères « Sea King ».

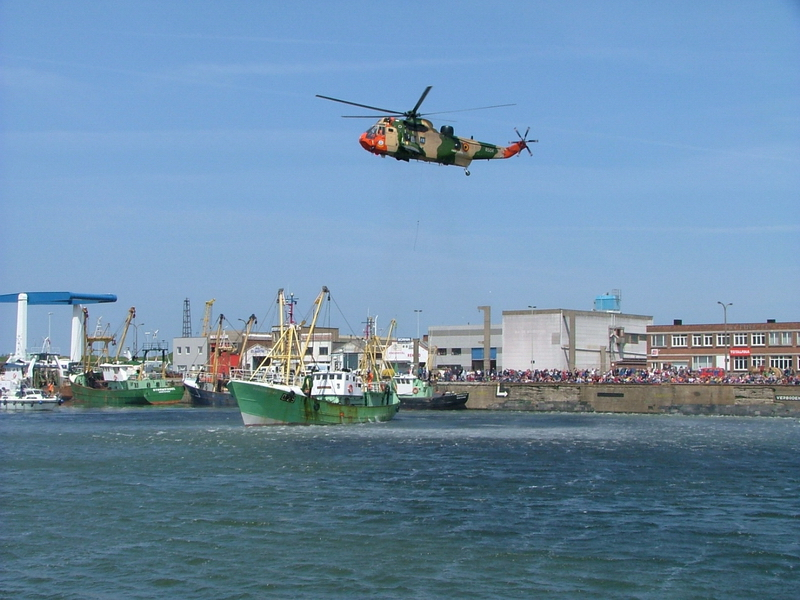
Un Sea King Mk-48 de la, en action réelle.

## Distribution
- Warre Borgmans : Jean Louis Hubert De Jonghe, chef des opérations
- Gene Bervoets : Peter Segers, futur chef des opérations
- Andrea Croonenberghs (nl) : Anne Linders, Wingops (Wing Operations Officer)
- Tom Van Bauwel (nl) : Stef Van Looy, copilote, deviendra commandant de bord
- Ann Ceurvels : Claudia Castel, pilote en formation, copilote, puis commandant de bord
- Ludo Busschots (nl) : Patrick Adams, ingénieur de vol
- Marc Van Eeghem (nl) : Kurt Leysen, médecin
- Hilde Heijnen : Samantha Liekens, employée administrative
- Wim Opbrouck : Nick Bouvry, navigateur aérien
- Huub Stapel : Dirk De Groot, plongeur
- Vic De Wachter : Bob Govaerts, commandant de bord dans l'équipe 2
- Kurt Defrancq (nl) : Bert, plongeur dans l'équipe 2
- Gert Lahousse (nl) : Mark, ingénieur de vol dans l'équipe 2
- Jan Van Looveren (nl) : Wim, médecin dans l'équipe 2
- George Arrendell (nl) : Steve, navigateur dans l'équipe 2
- Guy Hellings : Jos, copilote dans l'équipe 2
- Tom Van Landuyt (en) : Jef De Laet, mécanicien
- Tine Van den Brande : Lies, femme de Patrick Adams et propriétaire de l'hôtel Apostrof
- Veerle Dobbelaere (nl) : Inez, propriétaire de l'hôtel Apostrof et petite amie de Kurt
- Carla Hoogenwijs : Myriam, réceptionniste à l'hôtel Apostrof
- Isa Hoes : Lydia, infirmière à l'hôpital Saint-Josef, mariée avec Jef
- Monique van de Ven : Frederica 'Fred' Beeckman, journaliste néerlandaise
- Antonie Kamerling : Mike, pilote de chasse de F-16
- Wim Danckaert (nl) : Luc, pilote de chasse de F-16
- Wim Stevens (nl) : Dany Nuyts, étudiant médecin
- Dimitri Leue (nl) : Thomas Denys, navigateur
- Koen De Bouw : Mark Van Houte, co-pilot
- Lucas Van den Eynde (en) : Walter Heirbaut, médecin urgentiste et chirurgien à l’hôpital Saint-Josef
- Antje De Boeck : Yvonne Blaaumoer, employée administrative temporaire
- Rik Launspach : Ronald Brenneman, plongeur
- Chris Thys (nl) : Hélène, femme de Bob
- Bert Vos : Lucas, fils de Bob
- Vicky Florus (nl) : Veerle, fille de Bob
- Katelijne Verbeke : Evelyne, femme de Jean Louis Hubert
- Luca Kortekaas : Sandra, fille de Dirk
- Simon Broeckaert : Karel, fils de Kurt et Samantha
- François Beukelaers : Generaal Cassiman, beau-père de Jean Louis Hubert
- Jaak Van Assche : padre
- Adriaan Van den Hoof (nl) : soldat de l'armée
- Brigitte De Man (nl) : mère de Tom

## Production

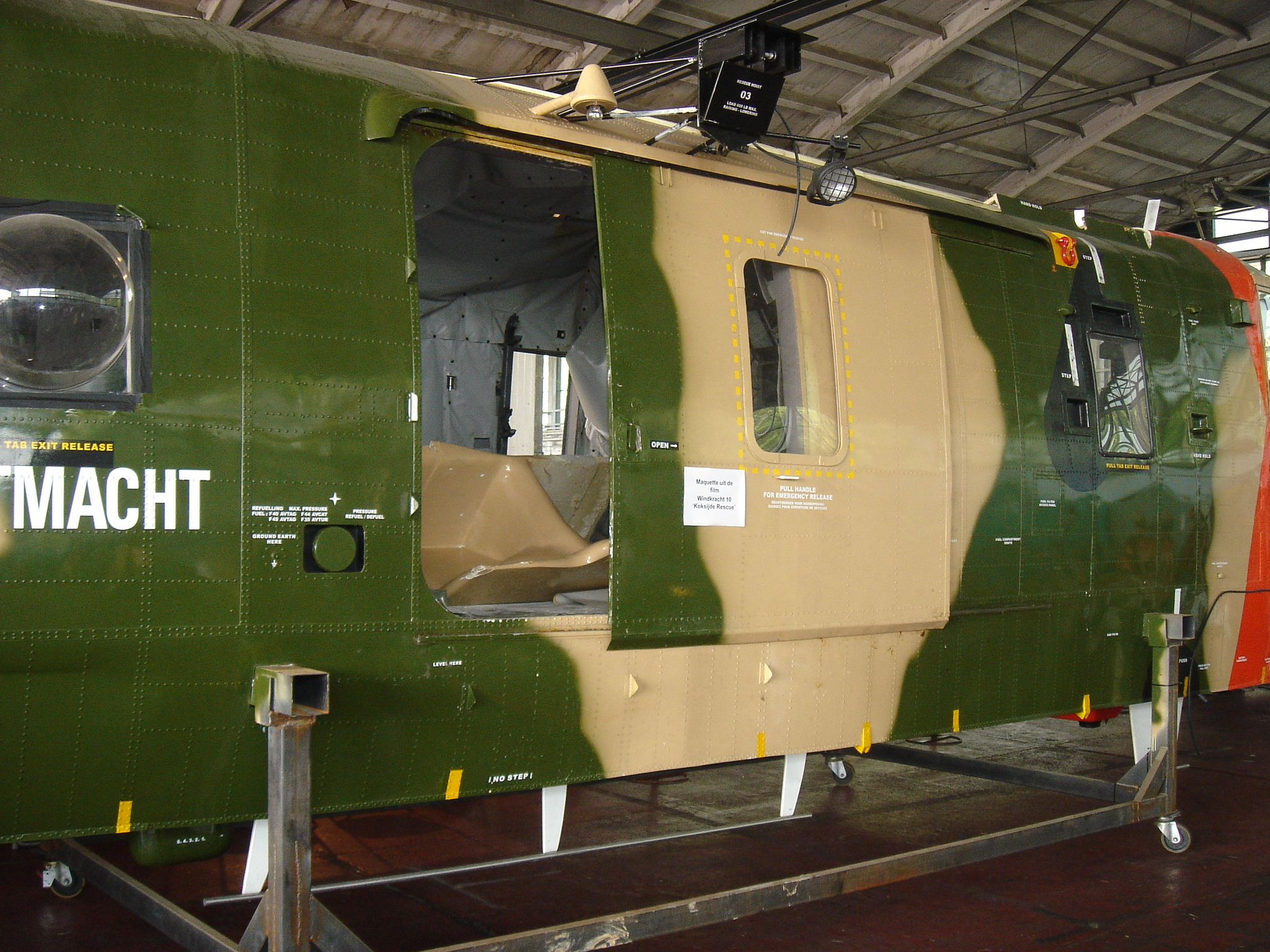
Une maquette d'un Sea King Mk-48 a été réalisée pour tourner certaines scènes.

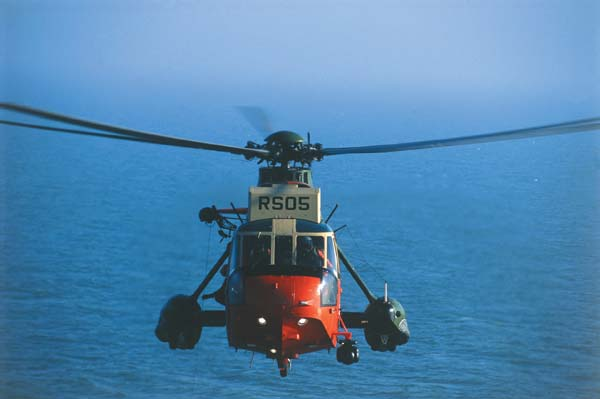
Le Sea King RSO5.

La série a été créée par Pierre De Clercq.

## Liste des épisodes
1. Stormschade
2. Hoog bezoek
3. Tiger! Tiger!
4. Fish, Chips & Cockpit drill
5. Operatie Wash & Go
6. Geen zee te hoog
7. Slagzij
8. Hard tegen hard
9. Vriend en vijand
10. Natte voeten
11. Afscheid
12. Vergiftigd geschenk
13. Airshow
14. Water en vuur
15. Strepen zijn zilver, zwijgen is goud
16. Nieuwe vaders
17. Overboord
18. Reünie
19. Vriend in nood
20. Een vrije dag
21. Kwaad bloed
22. Twee huwelijken en een scramble

## Film
Un film fit suite à la série en octobre 2006, soit presque 10 ans après le début de la production. Il s'intitule: Windkracht 10 - Koksijde Rescue (nl) et est traduit en français sous le titre Force 10 : SOS Coxyde.